# Guaruba guarouba

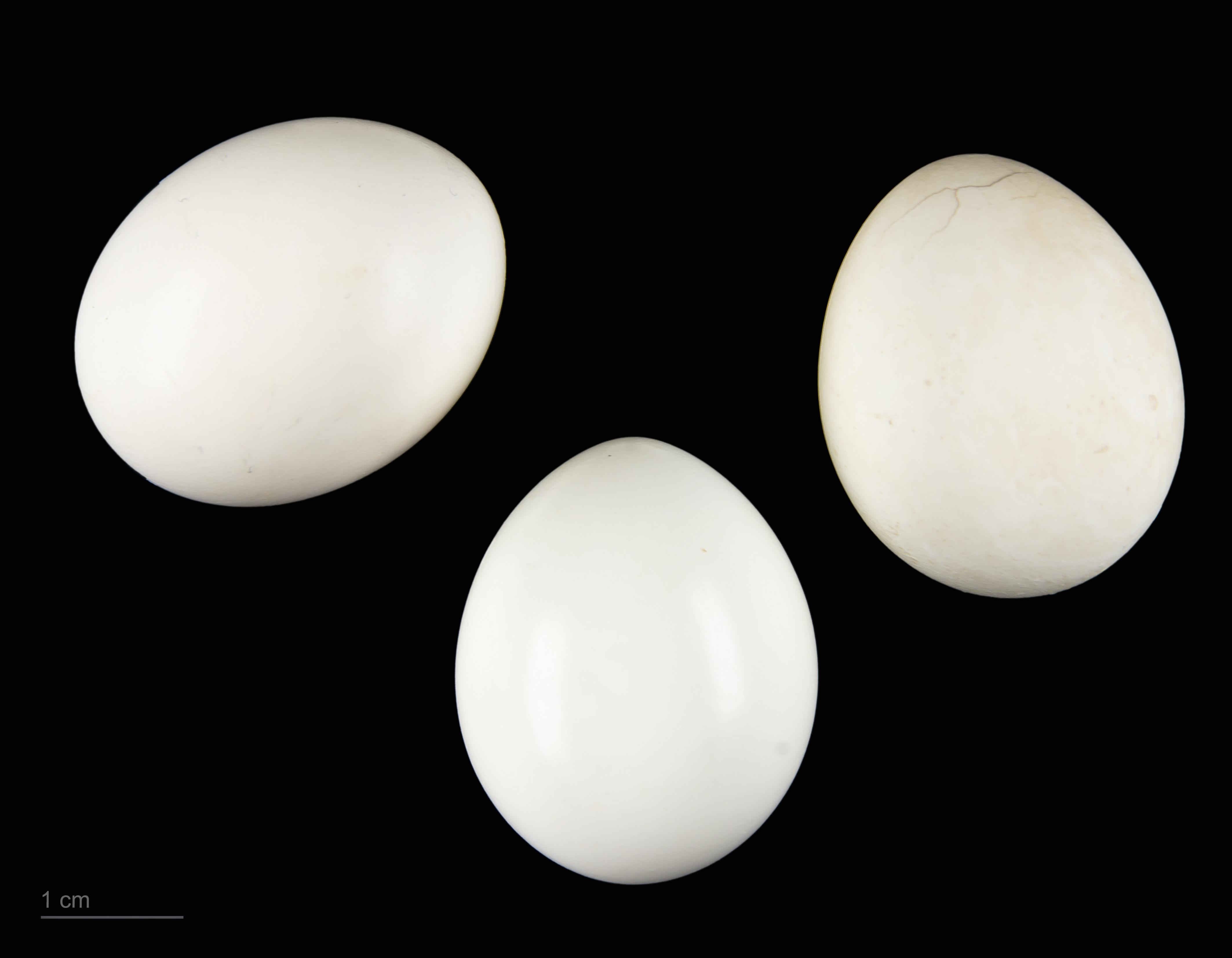
Guaruba guarouba - MHNT

El guacamayo guaruba o cotorra dorada (Guaruba guarouba) es una especie de ave psitaciforme de la familia Psittacidae endémica de Brasil.

## Descripción
Alcanza unos 34 cm de largo y unos 270 g de peso. Su coloración es predominantemente amarilla brillante en la mayor parte del cuerpo, en la cola y las alas, a excepción de los extremos de estas, donde el color cambia a un verde oscuro. Posee un pico fuerte y grueso, de color amarillo cremoso, rodeado de un color blanco. Sus patas son de un color rosáceo. Sus ojos son algo oscuros, de color marrón, siendo la zona periocular (alrededor del ojo) de color blanco o rosa.

## Alimentación
Se alimenta a base de semillas y frutas.

## Ecología
Habita los bosques húmedos. Anida en las cavidades de los árboles, y en libertad pone hasta 9 huevos (mientras que en cautiverio puede llegar a poner hasta 14 huevos), los cuales son incubados durante 29 a 31 días. El periodo reproductivo se da desde diciembre hasta abril. Las parejas reproductoras se mantienen unidas por bastante tiempo.
Se suele observar estas aves en bandadas bastante numerosas. Su población ha disminuido indirectamente a causa de la construcción de la represa de Tucuruí, sobre el río Tocantins, la cual desplazó a los colonos hacia zonas antes despobladas, donde la población del periquito dorado era bastante abundante, siendo aquellos los causantes de la deforestación de dichas zonas.

## Distribución
Se distribuye por Brasil, en la cuenca baja del río Tocantins. Se considera una especie vulnerable, y CITES lo considera dentro de su apéndice I.

## Población en zoológicos
Según registros del Species360 existe una población de 213 individuos dispersos en distintos zoológicos.